# Otter Browser
Otter Browser je webový prohlížeč snažící se svým uživatelům nabídnout vzhled a chování podobné prohlížeči Opeře v její klasické verzi řady 12, ovšem postavené na aplikačním rámci Qt. Je napsaný v C++ a využíval původně WebKit, přičemž alternativně podporoval QtWebEngine, aby na něj posléze mohl přejít. Je uvolněný pod GNU GPL, jedná se tedy o svobodný software. Je multiplatformní a funguje jak na systémech unixového typu (Linux, FreeBSD, OpenBSD), tak na macOS, Microsoft Windows a Haiku.
První stabilní verze byla vydána v lednu 2019.